# Viel Lärm um nichts (1964)
Viel Lärm um nichts ist eine deutsche Literaturverfilmung der DEFA von Martin Hellberg aus dem Jahr 1964. Sie beruht auf dem Theaterstück Viel Lärm um nichts von William Shakespeare.

## Handlung
Nach erfolgreicher Schlacht kehren die Männer um Graf Don Pedro bei Gouverneur Leonato in Messina ein. Während Leonatos Tochter Hero erfreut ist, den von ihr verehrten Edelmann Claudio wiederzusehen, zeigt sich Heros Schwester Beatrice wenig begeistert, dass sich im Gefolge auch Benedikt befindet, mit dem sie sich im verbalen Dauerkampf befindet. Sie hält nicht viel von Männern und er ist überzeugter Junggeselle. Im Gefolge Don Pedros ist auch dessen gerade wieder in Gnade in die Gesellschaft aufgenommener Bruder Don Juan, der nach Wegen sinnt, seinen Bruder oder dessen Freude zu verletzen.
Auf dem abendlichen Maskenball wirbt Don Pedro in Claudios Namen um Hero. Sie nimmt die Werbung an, Claudio erhält den Segen Leonatos und die Hochzeit soll in wenigen Tagen stattfinden. In der Zwischenzeit planen Don Pedro, Hero und ihre Mitstreiter, Beatrice und Benedikt miteinander zu verkuppeln. Hero lässt sich in Beatrices Anwesenheit darüber aus, wie verliebt Benedikt in sie sei, während Don Pedro, Leonato und Claudio in Benedikts Beisein beschwören, dass Beatrice in ihn verliebt sei. Beatrice und Benedikt kommen sich näher.
Unterdessen plant Don Juan ein Komplott gegen Claudio und Hero. Er lässt Heros Dienerin Margarethe in den Kleidern Heros mit einem seiner Handlanger fremdgehen und Claudio und Don Pedro die Szene sehen. Vor dem Traualtar stellt Claudio daraufhin Hero als Hure bloß und verweigert die Ehe. Leonato verstößt seine Tochter, die daraufhin einen Herzinfarkt bekommt. Sie gilt als tot.
Der Handlanger Don Juans brüstet sich derweil mit dem Geld, das er von Don Juan für seine Tat erhalten habe. Er wird von der Polizei verhaftet. Beatrice ist von der Unschuld ihrer Schwester überzeugt und auch Benedikt glaubt Hero unschuldig. Er fordert Claudio zum Duell, auch wenn er weiß, dass Hero entgegen der öffentlichen Nachricht lebt. Leonato, der vom Priester und Beatrice von der Unschuld Heros überzeugt wird, wird ebenfalls eingeweiht. Der des Komplotts gegen Hero Schuldige wird Don Pedro und Claudio vorgeführt und gesteht seine Tat. Claudio bittet Leonato um eine angemessene Strafe für sein Fehlverhalten. Er soll nun eine von Leonato gewählte Frau ehelichen. Er willigt ein und erhält die verschleierte Hero zur Frau. Der Entschleierung folgt nach Unglauben Erleichterung und Freude. Auch Beatrice und Benedikt haben nach all den Ereignissen nun Muße, Ehepläne zu schmieden.

## Produktion
Viel Lärm um nichts wurde 1963 gedreht und erlebte seine Premiere am 23. April 1964 im Berliner International. Der Film war die letzte Regiearbeit von Martin Hellberg.
Als Tänzer treten Mitglieder der Deutschen Staatsoper Berlin auf, darunter Hannes Vohrer und Pedro Hebenstreit. Meistertänzer Claus Schulz hat einen Auftritt als Narr.

## Kritik
Die zeitgenössische Kritik lobte die schauspielerischen Leistungen, kritisierte jedoch, dass „das Spaßvergnügen […] über weite Strecken zum Selbstzweck [wird], die Gestalten sind kaum noch historisch fixierbar.“
Frank-Burkhard Habel nannte den Film eine „rhythmisch nicht gelungene, dafür sehr komödiantische Shakespeare-Adaption“.
Das Lexikon des internationalen Films bezeichnete Viel Lärm um nichts als eine „brave Adaption nach der eigenen Bühneninszenierung des Regisseurs, deren Kamera ebenso konventionell bleibt wie die (bunte) Farbgestaltung. Überzeugend wird der Film immer dann, wenn er sich auf die ironisch funkelnden Dialoge der Vorlage konzentriert und seine (Bühnen-) Schauspieler ihr Talent unter Beweis stellen können.“